# Kempton Park

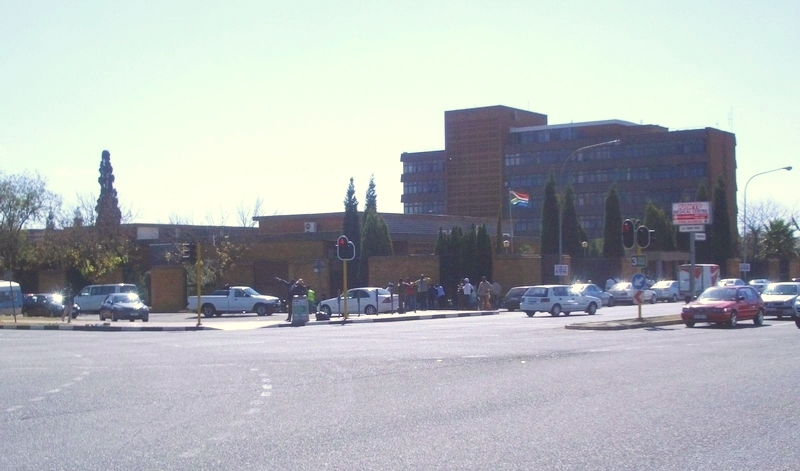
Kempton Park Court.

Kempton Park är en stad i provinsen Gauteng i Sydafrika, nordost om Johannesburg. Staden tillhör storstadskommunen Ekurhuleni i stadsregionen Witwatersrand omkring Johannesburg och hade 171 575 invånare vid folkräkningen 2011. Kempton Park är en bostadsförort med stora järnvägsverkstäder och OR Tambo internationella flygplats.